# Obrh, Dolenjske Toplice
Obrh este o localitate din comuna Dolenjske Toplice, Slovenia, cu o populație de 82 de locuitori.